# Dipartimento di Presidente Roque Sáenz Peña
Presidente Roque Sáenz Peña è un dipartimento argentino, situato nella parte meridionale della provincia di Córdoba, con capoluogo Laboulaye.

## Geografia fisica
Esso confina a nord con i dipartimenti di Juárez Celman, Unión e Marcos Juárez, a est con la provincia di Santa Fe, a sud con quella di Buenos Aires e con il dipartimento di General Roca; e ad ovest con il dipartimento di Río Cuarto.
Il dipartimento è suddiviso nelle seguenti pedanie: Amarga, Independencia, La Paz, San Martín.

## Società

### Evoluzione demografica
Secondo il censimento del 2001, su un territorio di 8.228 km², la popolazione ammontava a 34.647 abitanti, con un aumento demografico dello 0,44% rispetto al censimento del 1991.

## Amministrazione
Nel 2001 il dipartimento comprendeva:
- 3 comuni (comunas in spagnolo):
  - Leguizamón
  - Río Bamba
  - San Joaquín
- 7 municipalità (municipios in spagnolo):
  - General Levalle
  - La Cesira
  - Laboulaye
  - Melo
  - Rosales
  - Serrano
  - Villa Rossi